# 榊原紘
榊󠄀原 紘（さかきばら ひろ、1992年〈平成4年〉 - ）は、日本の歌人。

## 経歴
1992年、愛知県三河地方生まれ。2012年、奈良女子大学在学中に京大短歌に入会。2015年、未来短歌会黒瀬珂瀾選歌欄に入会（のち退会）。同年、「奈良女短歌」の創刊編集人となる。
2019年、同人誌「遠泳」創刊に参加。同年、「悪友」50首で第2回笹井宏之賞大賞を受賞。2020年、「生前」30首で第31回歌壇賞次席。同年、第一歌集『悪友』を刊行（2025年に4刷）。
2021年、歌集『セーブデータ』（私家版）を刊行。
2023年、第二歌集『koro』、短歌入門書『推し短歌入門』を刊行（2025年6刷）。
2024年、第一回定家賞次席。
株式会社Unicocoでオンライン講座の講師を務める。短詩集団「砕氷船」の一員。

## 著書

### 歌集
- 榊原紘、橋爪志保『短歌の世』私家版、2020年7月19日。全国書誌番号:23530231。
- 『悪友』書肆侃侃房、2020年8月5日。ISBN 978-4-86385-405-5。全国書誌番号:23427716。
- 榊原紘 、衿草遠馬『セーブデータ』私家版、2021年8月9日。全国書誌番号:23586674。
- 「Classic」『現代短歌パスポート１　シュガーしらしら号 』書肆侃侃房、2023年5月15日。ISBN 978-4-86385-575-5。全国書誌番号:23838159。
- 『koro』書肆侃侃房、2023年8月29日。ISBN 978-4-86385-588-5。全国書誌番号:23883647。

入門書
- 『推し短歌入門』左右社、2023年11月。ISBN 978-4-86528-400-3。全国書誌番号:23909965。

同人誌
- 『遠泳』、創刊号・2号
- 『短歌の世』
- 『面影』、2024年3月
- 短詩集団「砕氷船」『詩ⅠA』、2024年5月

個人誌
- 『それは、とても広いテーブル』、2022年1月
- 『スパンコール』、2023年8月
- 『片鱗』、2024年10月

### 雑誌掲載
総合誌
- 短歌連作「幽霊とスノードーム」（20首）- 短歌ムック「ねむらない樹」vol.5、書肆侃侃房、2020年
- 書評（朽木祐『鴉と戦争』）「痛みを隠さない」- 『短歌研究』2020年11月号、短歌研究社
- 短歌連作「水際」（20首）- 『短歌研究』2021年1月号、短歌研究社
- 短歌連作「目の敵」（12首）- 『歌壇』2021年8月号、本阿弥書店
- 短歌連作「Geschichte」（10首）- 『短歌研究』2021年8月号（水原紫苑責任編集号）、短歌研究社
- 自選10首など - 『現代短歌』2021年9月号、現代短歌社
- 評「しずかな歌たち」 - 短歌ムック「ねむらない樹」vol.8、2022年2月、書肆侃侃房
- 書評（渡辺松男『寒気氾濫』）「半身」 - 『歌壇』2022年4月号、本阿弥書店
- エッセイ「短歌という鋳型――「推し」を歌にする」 - 『文學界』2022年5月号、文藝春秋
- 短歌連作「謀反」（12首） - 『歌壇』2022年8月号、本阿弥書店
- 書評（小林久美子『小さな径の画』）「似て非なる双子」- 『歌壇』2023年5月号、本阿弥書店
- 短歌連作「悪い影響」（10首）- 『短歌研究』2023年7月号、短歌研究社
- 短歌連作「筋金入り」（7首） - 『文藝春秋』11月号、文藝春秋
- 短歌連作「最愛」（12首）- 『歌壇』2023年11月号、本阿弥書店
- 10首連作「手塩」 - 『短歌研究』2024年2月号、短歌研究社
- 「特集　榊原紘」 - 『ねむらない樹』vol.11、2024年、書肆侃侃房
- 5首連作「総なめ」 - 『短歌研究』2024年5･6月合併号、短歌研究社
- 大歌会に参加 - 『文學界』2024年9月号、文藝春秋
- 評「チューニング」 - 『短歌研究』2024年11月号、短歌研究社
- 12首連作「折檻」 - 『歌壇』2024年12月号、本阿弥書店
- 書評（加古陽『夜明けのニュースデスク』） - 角川『短歌』2025年2月号
- 栞文（佐々木朔『往信』） - 2025年2月、書肆侃侃房
- 12首連作「老氷河」 - 『蒼海』27号
- 7首連作「こころに氷河を飼っているから」・エッセイ - 『短歌研究』2025年5月・6月合併号、短歌研究社
- 書評（井上法子『すべてのひかりのために』） - 『歌壇』2025年6月号、本阿弥書店

その他
- 短歌連作「TAKEOUT　ONLY」（8首）- 朝日新聞「歩き出す言葉たち」、2020年8月19日
- 書評（石川美南『砂の降る教室』） - 「図書新聞」2020年11月7日号
- 1首評など - 「ぬばたま」第6号 、2021年11月
- 1首 - 『ほんのひとさじvol.17』、書肆侃侃房、2021年11月

- 水原紫苑『女性とジェンダーと短歌』 、短歌研究社、2022年
- インタビュー「推しの短歌、私も作れますか？ 推しをイメージした短歌の作り方＆楽しみ方をプロの歌人に聞いてみた」 - pixiv
- 川柳1句評 - 「川柳スパイラル」15号
- 俳句連作（5句）  - 「円錐」94号
- 短詩トークショー「船コーン　砕氷船（ユニコーンが乗っています）」、2022年8月26日
- トークショー「悪友と水上バスに乗る！」、2022年9月22日
- 「短歌道場」（愛知県蒲郡市）審査員、2022年10月2日
- 短歌連作「不凍港」（5首）、つくば現代短歌会機関誌「つくば集」第2号
- 人物紹介「むじな」2022年号
- 高島鈴『布団の中から蜂起せよ――アナーカ・フェミニストのための断章』（人文書院）刊行記念トークイベント 「言葉・革命・創作」
- 短歌連作「グッド・モーニング」（7首） 、 うちまちだんち「部屋にうたえば」第26回
- 短歌連作「不凍港」（18首）カリフォルニア檸檬編『エリア解放区』、2023年1月13日
- コラム「本ッ当に好きな短歌の本　教えてください〜榊原紘 編〜」 - TANKANESS、2023年3月
- インタビュー掲載 - 『GINZA』2023年4月号
- コラム「歌集が買える本屋さん〜東京三鷹・UNITÉ編〜」- TANKANESS、2023年5月
- 監修「花ゆめ推し短歌コンテスト」 - 『花とゆめ』、2023年
- トークイベント「気になる短歌とアートの話」、2023年9月27日
- トークイベント「短歌み・俳句み・川柳み～ajiro編～」、2023年10月21日
- トークイベント「推し短歌入門実践編」、UNITÉ、2023年11月19日
- 「榊原紘×高島鈴『推し短歌入門』発売記念トークイベント」、2023年12月2日
- 15首連作「安心して」とロングインタビュー、Q短歌会機関誌第六号、2023年11月
- 5首連作「銘柄はPeace」、しんぶん赤旗、2024年1月8日
- インタビュー、しんぶん赤旗、2024年1月21日
- 「本棚探偵」、『ダ・ヴィンチ』2024年3月号
- 「本について」、『ブレーン』2024年4月号
- 「現代短歌フェスティバルin奈良」座談会登壇、2024年3月10日
- 読売新聞「空想書店」、2024年4月14日
- チャリティー百人一首、胎動短歌会
- 「短歌とともに暮らす入り口〜榊原紘の短歌教室」、2024年5月25日、ほんの入り口
- 「歌会の入り口」、2024年6月15日、ほんの入り口
- トークイベント「萌えと美学の短歌論」、2024年6月
- 『海のうた』（左右社）寄稿、2024年7月
- 「榊原紘祭」、2024年9月、ほんの入り口
- 『雪のうた』（左右社）寄稿、2024年11月
- トークイベント「風通しのいい歌会」、2025年2月
- インタビュー、朝日小学生新聞2025年2月20日
- 7首連作「ときめいちゃうよ」、夕星パフェ、2025年4月
- ゆにここオンラインカルチャースクール「押忍！歌道場」
- 奈良県立美術館「コレクション展 新・古美術鑑賞　―いにしえを想いて愛せる未来かな」にて短歌ワークショップ
- 『雨の歌』（左右社）寄稿、2025年5月